# Arslanagića Most
Perovića Most (Перовића Мост) è un centro abitato della Bosnia ed Erzegovina, compreso nel comune di Trebigne. È noto per la presenza del ponte di Arslanagić.